# Efan Ekoku
Efangwu Goziem "Efan" Ekoku (Cheetham Hill, 8 juni 1967) is een Engels-Nigeriaans voormalig voetballer die als aanvaller speelde. Hij was met Norwich City en Wimbledon actief in de Premier League.

## Clubcarrière

### Norwich City en Wimbledon
Ekoku is vooral bekend van zijn periode in de Premier League met eerst Norwich City (1993–1994) en daarna Wimbledon (1994–1999). De snelle aanvaller van Nigeriaanse origine kwam destijds bij Norwich City terecht nadat hij naam begon te maken bij AFC Bournemouth in de lagere nationale reeksen. Ekoku scoorde 21 doelpunten voor Bournemouth uit 62 competitiewedstrijden. Zijn verblijf op Carrow Road duurde een seizoen, waarin Ekoku wel belangrijk was voor de club. Op 25 september 1993 scoorde Ekoku vier keer in de Premier League tegen Everton op Goodison Park (1–5). Na een seizoen waarin hij zestien keer scoorde uit 38 competitiewedstrijden, verhuisde hij naar Wimbledon. Hij speelde vijf seizoenen op Selhurst Park (Wimbledon had geen eigen stadion hoewel men uitkwam in de Premier League) en scoorde 37 doelpunten uit 123 competitiewedstrijden. Hij was centraal in de aanval de vervanger van de naar Aston Villa vertrokken cultfiguur John Fashanu, evenals Ekoku van Nigeriaanse afkomst.

### Grasshopper Zürich
Wimbledon begon het alsmaar moeilijker te krijgen om het hoofd boven water te houden, maar men degradeerde finaal niet zolang Ekoku deel uitmaakte van de club. Een jaar nadat Ekoku de club had verlaten, was de degradatie al een feit. In 2000 degradeerde Wimbledon uit de Premier League. Ekoku kwam toen al voor het Zwitserse Grasshopper Club Zürich uit, op het Zwitserse hoogste niveau. Ekoku scoorde 19 doelpunten voor Grasshopper Zürich in een volledig seizoen bij de club.

### Sheffield Wednesday
In 2000 keerde hij op uitleenbasis terug naar Engeland. Het pas uit de Premier League gedegradeerde Sheffield Wednesday huurde hem van Grasshopper Zürich. In 2001 nam Sheffield Wednesday hem definitief over van de Zwitsers.

### Latere carrière
Ekoku speelde nog voor Brentford (2003) en het Ierse Dublin City (2004), waarna hij stopte met voetballen.

## Interlandcarrière
Ekoku speelde 20 interlands in het Nigeriaans voetbalelftal en scoorde hierin zes doelpunten. In 1994 won hij de Afrika Cup in een elftal bestaande uit Augustine Okocha, Stephen Keshi, Rashidi Yekini en Emmanuel Amunike onder leiding van de Nederlandse bondscoach Clemens Westerhof. Hij was er eveneens bij op het wereldkampioenschap voetbal 1994 in de Verenigde Staten, waar Nigeria werd uitgeschakeld door Italië in de achtste finales.

## Erelijst
| Competitie |         |         |
| Competitie | Aantal  | Jaren   |
| Nigeria    | Nigeria | Nigeria |
| ---------- | ------- | ------- |
| Afrika Cup | 1×      | 1994    |